# Hamadan (ostan)
Hamadan (pers. ‏‏استان فارس‎) – ostan w zachodnim Iranie, w górach Zagros. Stolicą jest Hamadan.

## Geografia
Ostan Hamadan położony jest w północno-zachodniej części Iranu, w obrębie czwartego regionu administracyjnego. Od północy graniczy on z ostanami Zandżan i Kazwin, od wschodu z ostanem Markazi, od południa z Lorestanem, a od zachodu z Kermanszahem i Kurdystanem. Zajmuje powierzchnię 19 367,1 km².
Hamadan cechuje się położeniem wyżynnym. W krajobrazie występują wysokie góry, zielone zbocza, pola uprawne, pastwiska, ośnieżone szczyty i żyzne doliny. Osiągający 3574 m n.p.m. Kuh-e Alwand jest najwyższym i najbardziej znanym szczytem na terenie ostanu. Klimat Hamadanu jest chłodny. Lata są łagodne, a zimy trwają do 8 miesięcy.
Na terenie ostanu znajduje się 6 miast: stołeczny Hamadan, Malajer, Nahawand, Tujserkan, Kabudrahang i Asadabad.

## Ludność
Według spisu ludności z 2006 roku ostan ten zamieszkiwało 1 703 267 osób. Według spisu z 2011 roku jest to 1 758 268 osób, co stanowi 2,34% populacji państwa. Z tej liczby 883 436 stanowili mężczyźni, a 874 832 kobiety. 71,4% mieszkańców stanowią osoby w wieku 15-64 lat, 21,6% w wieku do lat 14, a 6,8% w wieku lat 65 i starsze.
Na populację ostanu składają się przedstawiciele różnych grup etnicznych z własnymi kulturą, tradycjami i językami. W użyciu są perski, azerski, turecki, luri, laki i kurdyjski.

## Gospodarka
W ostanie uprawia się zboże, bawełnę, tytoń, winorośl oraz hoduje się bydło, konie, muły, owce.
W stanie rozwinął się przemysł spożywczy, tytoniowy, skórzany oraz rzemieślniczy.